# 1828 год в литературе

## События
- В апреле Александр Сергеевич Грибоедов назначается Российским Полномочным Министром-резидентом в Персию[1].
- В Москве начинает издаваться двухнедельный литературно-критический журнал «Атеней» (выходил до 1830 года).

## Книги
- «Андрей, князь Переяславский» — повесть в стихах Александра Бестужева (Марлинского), публикация первой главы без указания автора.
- «Дон Жуан и Фауст» (Don Juan und Faust) — пьеса Христиана Дитриха Граббе.
- «Жакерия» (La Jacquerie) — историческая драма-хроника Проспера Мериме.
- «Одинокие странствия по многим странам» — произведение английского писателя Генри Дэвида Инглиса.
- «Полтава» — поэма Александра Пушкина.
- «Фэншо» (Fanshaw) — первый роман американского писателя Натаниела Готорна.

## Родились
- 11 января — Мигель Луис Амунатеги, чилийский писатель (ум. в 1828).
- 28 января — Уильям Вилс, английский драматург и прозаик (ум. в 1891).
- 8 февраля — Жюль Верн (фр. Jules Verne), французский писатель-фантаст (умер в 1905)
- 14 февраля — Эдмон Абу (фр. Edmond About), французский беллетрист и публицист (умер в 1885).
- 19 марта — Вильям Аллингам (англ. William Allingham), английский поэт (умер в 1889).
- 22 марта — Витторио Берсецио, итальянский писатель, поэт, драматург, журналист и публицист (умер в 1900).
- 23 марта — Алексей Феофилактович Писемский, русский писатель и драматург (умер в 1881).
- 20 марта — Генрик Ибсен (норв. Henrik Ibsen), классик норвежской литературы и мировой драматургии (умер в 1906).
- 25 апреля — Юлиус-Вальдемар Гроссе, немецкий поэт, прозаик, драматург (умер 1902).
- 9 мая – Чарлз Джозеф Кикхем, ирландский писатель и поэт.
- 20 мая (1 июня) — Софья Дмитриевна Хвощинская, писательница-романистка, переводчица (умерла в 1865).
- 16 июня — Пётр Алексеевич Бессонов, русский фольклорист (умер в 1898).
- 4 июля — Вильгельм Теодор Альвардт (нем. Wilhelm Theodor Ahlwardt), немецкий учёный-ориенталист и переводчик (умер в 1909).
- 24 июля — Николай Гаврилович Чернышевский, литературный критик и публицист (умер в 1889).
- 18 августа — Мкртич Пешикташлян, армянский поэт, драматург, актёр, режиссёр и общественный деятель (умер в 1868).
- 9 сентября — Лев Николаевич Толстой, граф, русский писатель (умер в 1910).
- 2 ноября — Наталья Петровна Грот, русская писательница (умерла в 1899).
- 24 ноября — Джордж Огастес Генри Сала, британский писатель (умер в 1895).
- 5 декабря — Валентин Фёдорович Корш, русский журналист, публицист, историк литературы (умер в 1883).
- 31 декабря — Жорж Авенель (фр. Georges Avenel), французский публицист и историк (умер в 1876).

## Скончались
- 5 января — Кобаяси Исса, японский поэт, мастер хайку (родился в 1763).
- 18 февраля — Леопольд фон Гёкинг, немецкий поэт-лирик, писатель (род. в 1748).